# 邁克爾·尼爾森
邁克爾·亞倫·尼爾森（英語：Michael Aaron Nielsen，1974年1月4日—）是一名澳大利亞量子物理學家、科學作家和電腦程式研究員，現居舊金山。

## 研究工作
1998年，尼爾森獲得新墨西哥大學物理學博士學位。2004年，他被評為澳大利亞「最年輕的學者」，並獲得昆士蘭大學聯邦獎學金。在此期間，他曾在洛斯阿拉莫斯國家實驗室、加州理工學院和圓周理論物理研究所工作。
尼爾森與艾薩克·莊合作撰寫了一本關於量子計算的通俗教科書《量子計算暨量子信息》，截至2023年7月，該書已被引用52,000多次。
2007年，尼爾森將工作重點從量子資訊和計算轉向「開發科學協作和出版的新工具」，包括與蒂莫西·高爾斯合作的博學者計劃，該計劃旨在促進「大規模協作數學」。除了著書立說，他也舉辦過開放科學的講座。他曾是開放知識基金會科學開放資料工作小組成員。
尼爾森是開放科學的積極倡導者，並就這一主題撰寫了大量文章，其中包括他的《重塑發現》一書，該書獲得《自然》雜誌的好評，並被《金融時報》評為2011年最佳書籍之一。
2015年，尼爾森出版了線上教科書《神經網路與深度學習 （页面存档备份，存于）》（Neural Networks and Deep Learning），並加入Recurse中心擔任研究員。2017年起，他也擔任Y Combinator Research的研究員。
2019年，尼爾森與安迪·馬圖沙克（Andy Matuschak）合作開發《非常好奇的量子計算 （页面存档备份，存于）》（Quantum Computing for the Very Curious），這是一系列解釋量子計算和量子力學的互動文章。他與帕特里克·科里森一起研究了科學進步是否正在放緩。
尼爾森居住在舊金山。

## 著作
- Nielsen, Michael A.; Chuang, Isaac L.,  New ed., 10th anniversary, Cambridge University Press, 2010, ISBN 978-1-107-00217-3
- Nielsen, Michael A. . Princeton, N.J: Princeton University Press. 2011. ISBN 978-0-691-14890-8. This book is based on themes that are also covered in his essay on the Future of Science.[19]
- Nielsen, Michael A. . Determination Press. 2015  [2024-07-16]. （原始内容存档于2017-07-29）.
- Nielsen, M. A. . Nature. 2004, 427 (6969): 16–17. Bibcode:2004Natur.427...16N. doi:10.1038/427016b . (Review of Information: The New Language of Science (2003) by Hans Christian von Baeyer)

## 外部連結
- Michael Nielsen's account on Twitter （页面存档备份，存于）
- Personal website of Nielsen （页面存档备份，存于）